# 인지야

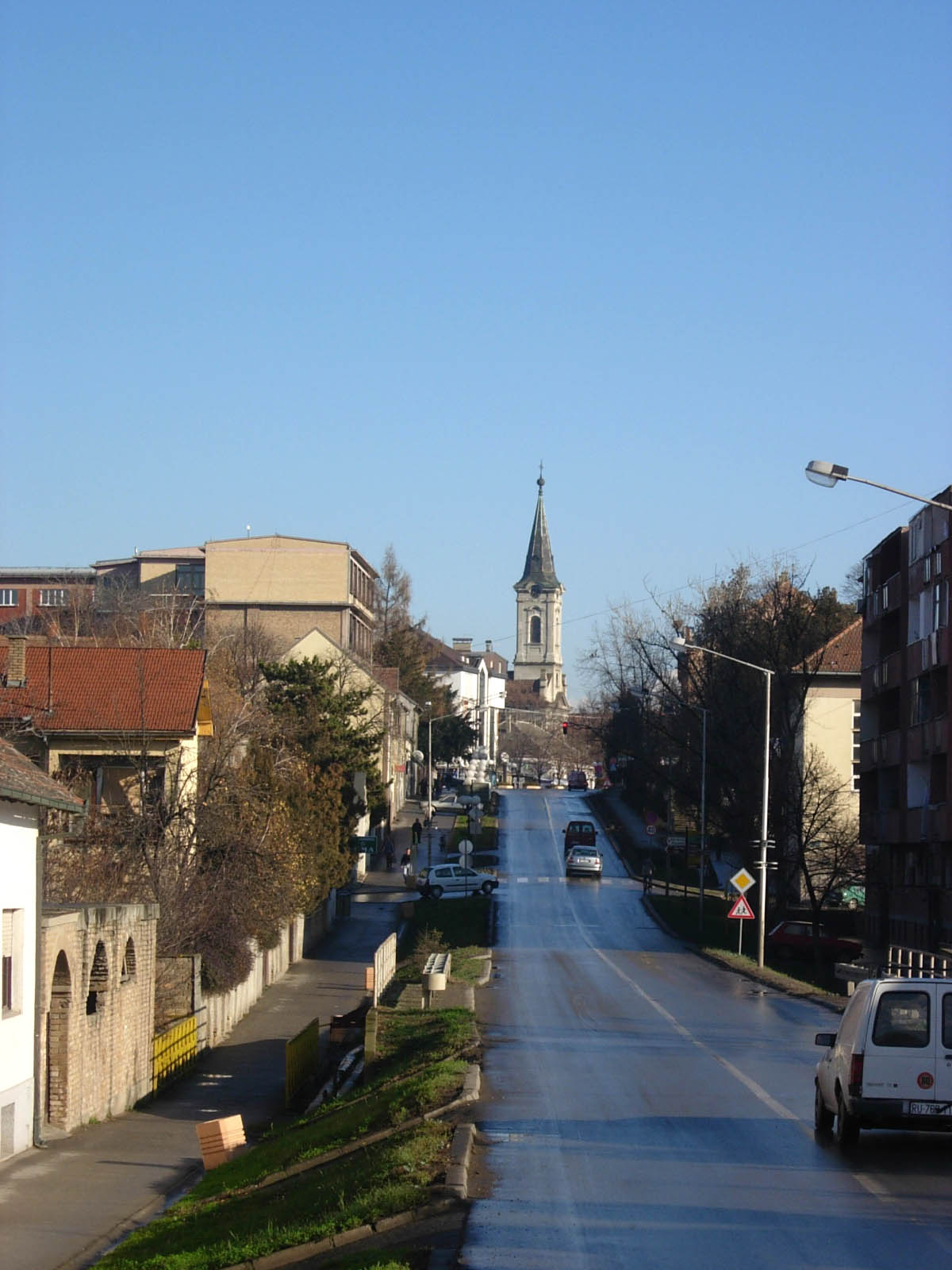
인지야 시가지와 동방 정교회 건물

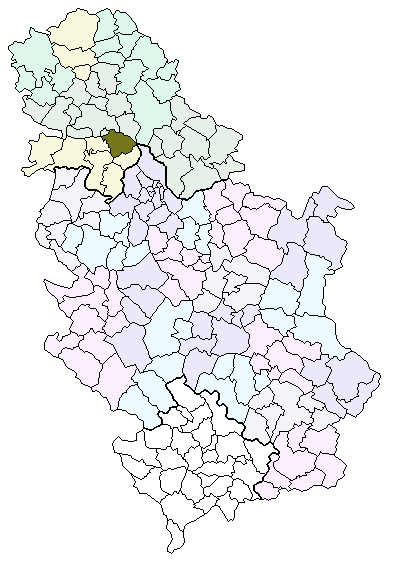
인지야의 위치

인지야(세르비아어: Инђија, Inđija)는 세르비아의 도시로, 행정 구역상으로는 스렘 구에 속하며 면적은 384km2, 도시 인구는 26,247명(2002년 기준), 지방 자치체 인구는 49,609명(2002년 기준)이다. 보이보디나의 시르미아 지방에 속한다.

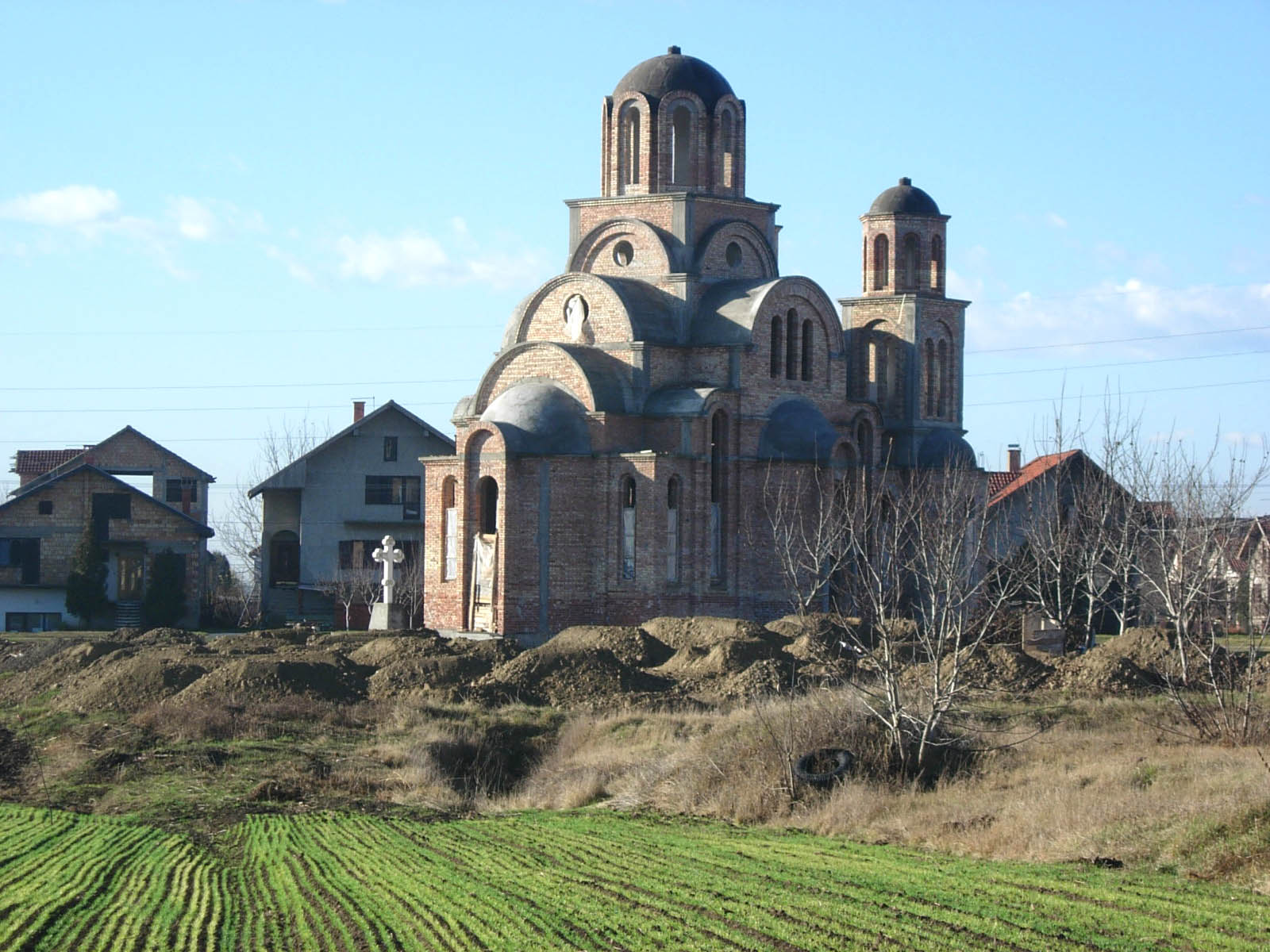
인지야에 새로 건설된 동방 정교회 건물
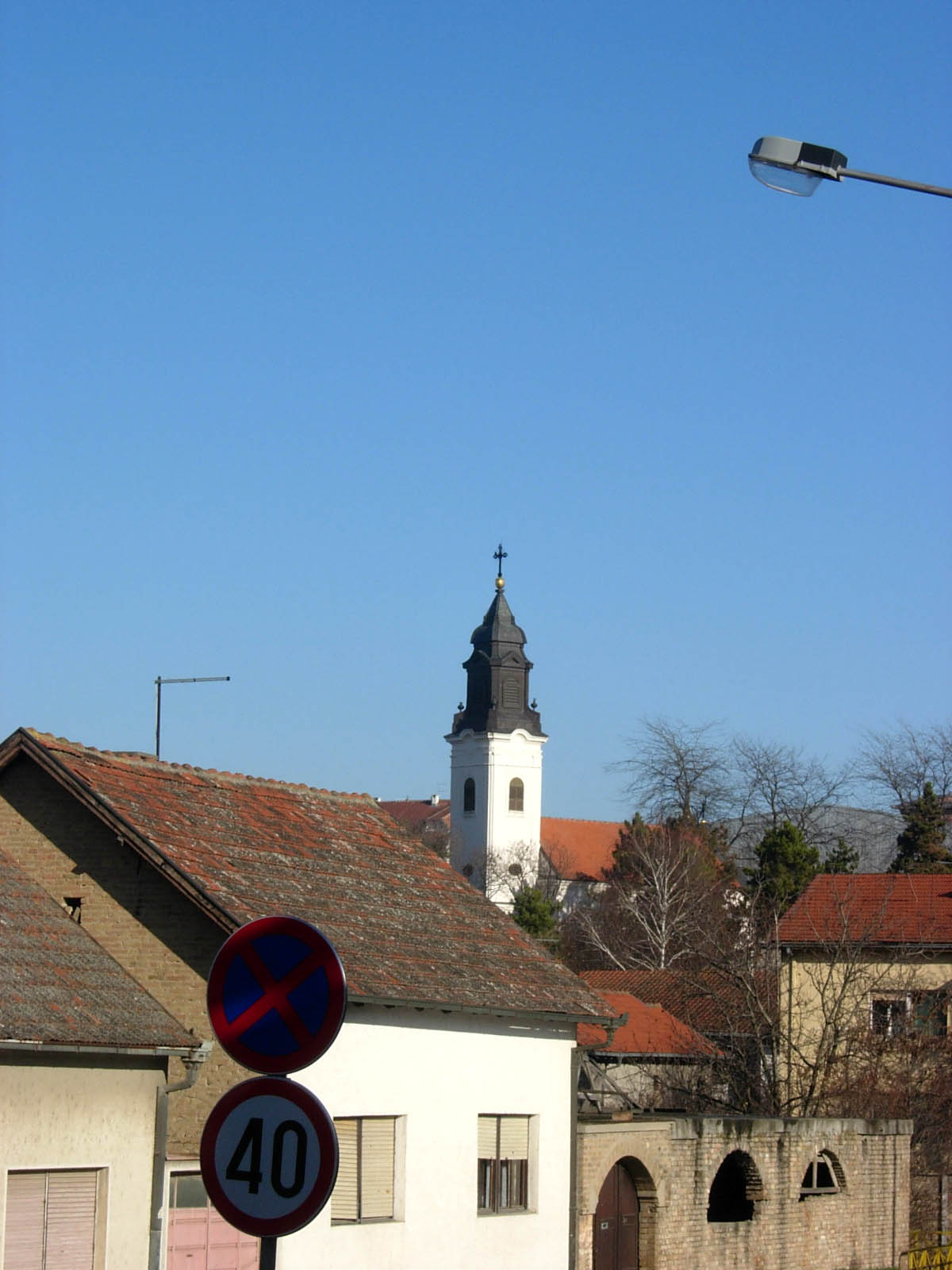
인지야에 있는 옛 동방 정교회 건물

## 인구
| 연도  | 인구   | ±% p.a. |
| ----- | ------ | ------- |
| 1948  | 27,600 | —       |
| 1953  | 29,287 | +1.19%  |
| 1961  | 36,484 | +2.78%  |
| 1971  | 40,530 | +1.06%  |
| 1981  | 44,151 | +0.86%  |
| 1991  | 44,185 | +0.01%  |
| 2002  | 49,609 | +1.06%  |
| 2011  | 47,433 | −0.50%  |
| 출처: |        |         |

## 같이 보기
- 시르미아